# Anapanasati
Anapanasati (pali) is een zeer vaak beoefende vorm van meditatie in het boeddhisme, die verwijst naar het neutraal observeren van de ademhaling. 
De Boeddha zei dat de anapanasati  essentieel is voor een juiste wijze van meditatie omdat meditatie niet alleen iets is in zazen (meditatiehouding) maar ook beoefend dient te worden tijdens samsara (het dagelijks leven). Anapanasati is een diepgaande doch eenvoudige techniek omdat je iets observeert wat er van nature al is; de ademhaling. De meest voorname lering over anapanasati is de Anapanasati Sutta (Majjhima Nikaya 118), maar ook in andere suttas worden de beginselen van anapanasati onderwezen.
In de meest uitgebreide instructie omvat de meditatie 16 stappen die elkaar opvolgen. In de meer eenvoudige versie worden alleen de eerste vier stappen onderwezen. Anapanasati maakt deel uit van de vormen van meditatie gericht op het lichaam zoals onderwezen in de Satipatthana Sutta (Majjhima Nikaya 10).